# 國道107號 (印度)
國道107號（英語：National Highway 107，簡稱NH 107）是一條連接著印度比哈爾邦馬赫什克洪德和普爾尼亞的公路，全長145公里（90英里）並完全位於比哈爾邦境內，該國道途經的城鎮有桑巴爾薩拉吉、斯姆里巴赫堤亞爾普爾、薩哈爾薩、馬德普拉和班曼希。

## 外部連結
- 印度國道系統地圖（页面存档备份，存于）